# Tyrone Curnell
Tyrone Denell Curnell é um jogador profissional de basquete que atua como ala/pivô, nascido em 22 de abril de 1988, nos EUA.
Começou sua carreira no basquete universitário na Valdosta State University passou por algumas equipes pelo mundo como o Kasma Basketball (Kuwait), pela equipe do Mogi das Cruzes (Brasil) e do San Lorenzo (Argentina). Atualmente joga no Minas. 

## Estatísticas

### Temporada regular do NBB
| Ano               | Equipe            | PJ  | MPJ  | 2P%  | 3P%  | LL%  | RT  | AS  | BR  | TO  | PPJ  |
| ----------------- | ----------------- | --- | ---- | ---- | ---- | ---- | --- | --- | --- | --- | ---- |
| 2012–13           | Palmeiras         | 20  | 29.0 | .489 | .272 | .581 | 4.6 | 1.4 | 1.4 | .3  | 12.4 |
| 2013–14           | Palmeiras         | 27  | 25.0 | .443 | .384 | .789 | 5.3 | 1.3 | 1.6 | .7  | 11.5 |
| 2014–15           | Mogi das Cruzes   | 29  | 25.9 | .545 | .373 | .742 | 4.1 | 1.9 | 1.7 | .4  | 11.9 |
| 2015–16           | Mogi das Cruzes   | 28  | 26.7 | .556 | .239 | .750 | 6.3 | 2.2 | 1.4 | .3  | 11.2 |
| Carreira          | Carreira          | 104 | 26.5 | .510 | .314 | .719 | 5.1 | 1.7 | 1.5 | .4  | 11.7 |
| Jogo das Estrelas | Jogo das Estrelas | 4   | 18.6 | .607 | .143 | .667 | 3.8 | 1.5 | 1.0 | 1.3 | 9.8  |

### Playoffs do NBB
| Ano      | Equipe          | PJ | MPJ  | FG%  | 3P%  | LL%  | RT  | AS  | BR  | TO  | PPJ  |
| -------- | --------------- | -- | ---- | ---- | ---- | ---- | --- | --- | --- | --- | ---- |
| 2014     | Palmeiras       | 4  | 26.8 | .500 | .273 | .818 | 4.5 | .5  | 1.5 | 1.5 | 13.8 |
| 2015     | Mogi das Cruzes | 10 | 28.4 | .565 | .214 | .736 | 7.1 | 1.8 | 1.7 | .3  | 13.6 |
| 2016     | Mogi das Cruzes | 12 | 27.2 | .563 | .400 | .813 | 4.9 | 2.3 | 1.1 | .3  | 10.7 |
| Carreira | Carreira        | 26 | 27.6 | .551 | .301 | .776 | 5.7 | 1.8 | 1.4 | .5  | 12.3 |

## Títulos

### Mogi das Cruzes
★ Liga Sul-Americana: 2016
★ Campeonato Paulista: 2016
★ Vice-Campeão da Liga das Américas: 2018